# Рудольф Селдрейєрс
Рудольф-Вільям Селдрейєрс (нім. Rodolphe William Seeldrayers; 16 грудня 1876, Дюссельдорф — 5 жовтня 1955, Брюссель) — бельгійський спортсмен та футбольний функціонер, четвертий президент ФІФА. Перебував на посаді в період з 1954 по 1955 рік.
Рудольф Селдрейерс протягом 25 років займав посаду віцепрезидент ФІФА, бувши вірним другом і правою рукою Жюля Ріме. У 1954 році, після відмови Ріме балотуватися на черговий президентський термін, біля керма ФІФА став Селдрейєрс. Проте його правління закінчилося так само раптово, як і почалося, в 1955 році, в Брюсселі він помер, провівши, таким чином, на посаді президента трохи більше як один рік.

## Олімпійські ігри та ФІФА
У 1920 році був технічним секретарем Олімпійських ігор в Антверпені, кілька разів входив до складу апеляційного журі з футболу на Олімпіадах. Найбільше відзначився в цій ролі на Літніх Олімпійських іграх 1936 року в Берліні, коли під час матчу Перу — Австрія глядачі вторглися на поле, що спровокувало консультації апеляційного журі. Австрійська футбольна асоціація направила скаргу до апеляційного комітету, який після обговорення вирішив переграти матч "за зачиненими дверима". Перу не погодилося, і вся їхня олімпійська збірна залишила Ігри, скаржачись на "підступне рішення Берліна". Він також отримав офіційну скаргу від Чехословаччини після непроведеного фіналу Олімпіади 1920 року, який судив Джон Льюїс. 
На початку 1955 року Жюль Ріме пішов у відставку з ФІФА і передав свої повноваження своєму віце-президенту Р.В. Сілдрейерсу. Ця передача влади, а також матчі чемпіонату світу 1954 року вперше були показані по телебаченню. Під час його президентства Федерація налічувала 85 членів і відзначила своє п'ятдесятиріччя. 